# Roy Schwitters

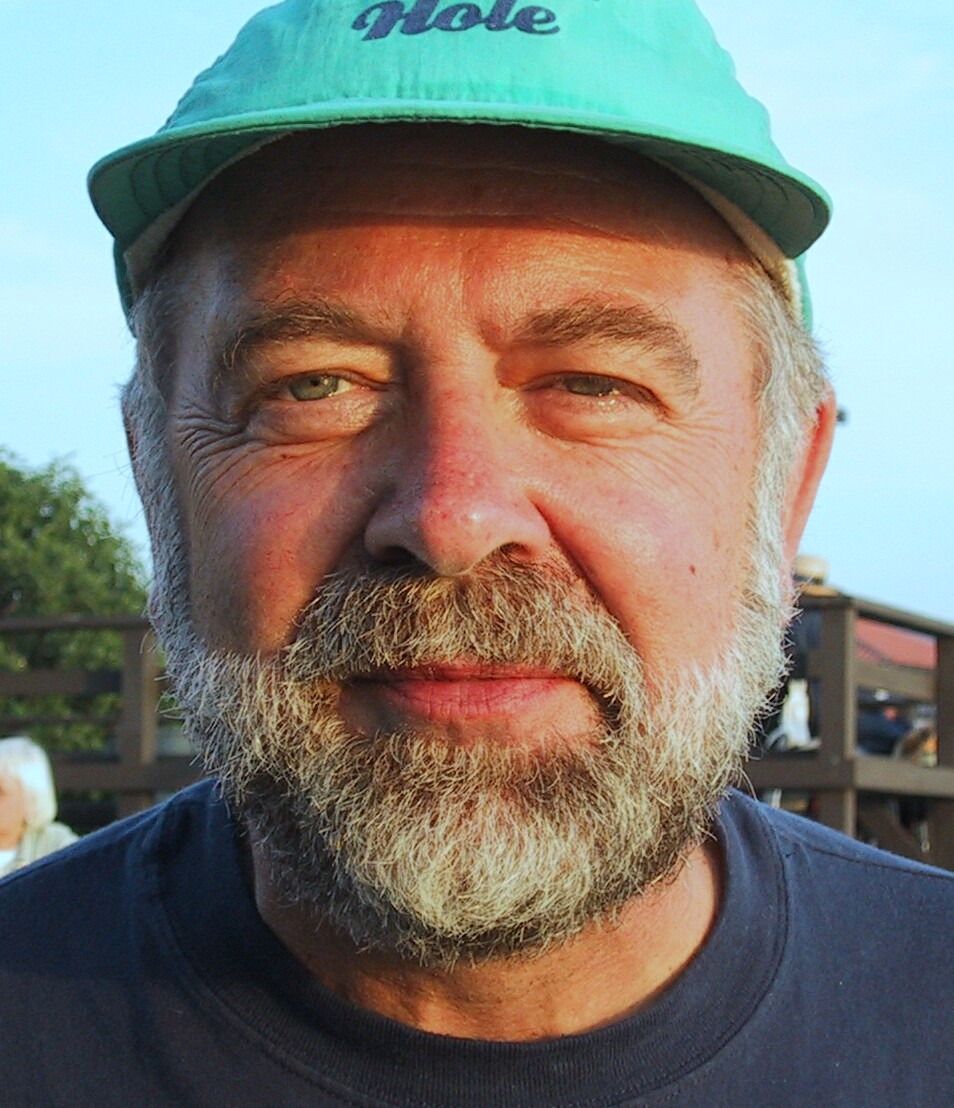
Roy Schwitters (2001)

Roy Frederick Schwitters (* 1944 in Seattle, Washington; † 10. Januar 2023 auf Orcas Island, Washington) war ein US-amerikanischer Physiker, der sich mit experimenteller Elementarteilchenphysik beschäftigte.

## Werdegang
Schwitters studierte am Massachusetts Institute of Technology, wo er 1966 seinen Bachelor-Abschluss machte und 1970 promovierte. Er war ab 1971 am SLAC (der Stanford University), wo er 1974 Assistant Professor und 1977 Associate Professor wurde. Von 1979 bis 1990 war er Physikprofessor an der Harvard University. In den 1980er Jahren leitete er die Konstruktion des CDF-Detektors am Fermilab. Von 1989 bis 1993 war er Direktor des in Texas geplanten Superconducting Super Collider (SSC), dessen Bau 1993 aus Kostengründen eingestellt wurde. Ab 1990 war er Professor an der University of Texas at Austin (S. W. Richardson Foundation Regental Professor of Physics), 2001 bis 2005 als Leiter der Physik-Fakultät.
Er war am BaBar-Experiment am SLAC beteiligt und entwickelte an der Universität Texas das Maya Muon Project, mit dem mit unterirdischen Detektoren für Myonen aus der kosmischen Strahlung der Aufbau des über den Detektoren liegenden Untergrundes aufgenommen werden soll, zum Beispiel um Maya-Ruinen zu erkunden. In den 1960er Jahren wurde diese Methode von Luis Walter Alvarez bei ägyptischen Pyramiden angewandt.
Schwitters war Mitglied der American Academy of Arts and Sciences und Fellow der American Physical Society (APS). 1996 erhielt er den Panofsky-Preis der APS mit Gail Hanson für Arbeiten, die zeigten, dass die hadronischen Endzustände (überwiegend Teilchen mit Spin 0 oder 1) in den damals zum Beispiel am SPEAR-Collider in Stanford untersuchten Elektron-Positron-Vernichtungsereignissen aus Fragmentierungsprozessen von Spin-1/2-Teilchen, nämlich den als freie Teilchen nicht beobachtbaren Quarks, entstanden. Dazu verglich er die Winkelverteilung der Prozesse mit der aus Paarerzeugung von Myonen. 1998 war er Humboldt Research Fellow.
Schwitters leitete die JASON Defense Advisory Group.